# 蓑亀
蓑亀（みのがめ）とは、古くからさまざまな文学作品や芸術作品に記述が見られる、藻（苔。実のところは緑藻類）の付着したカメのことである。

## 概要

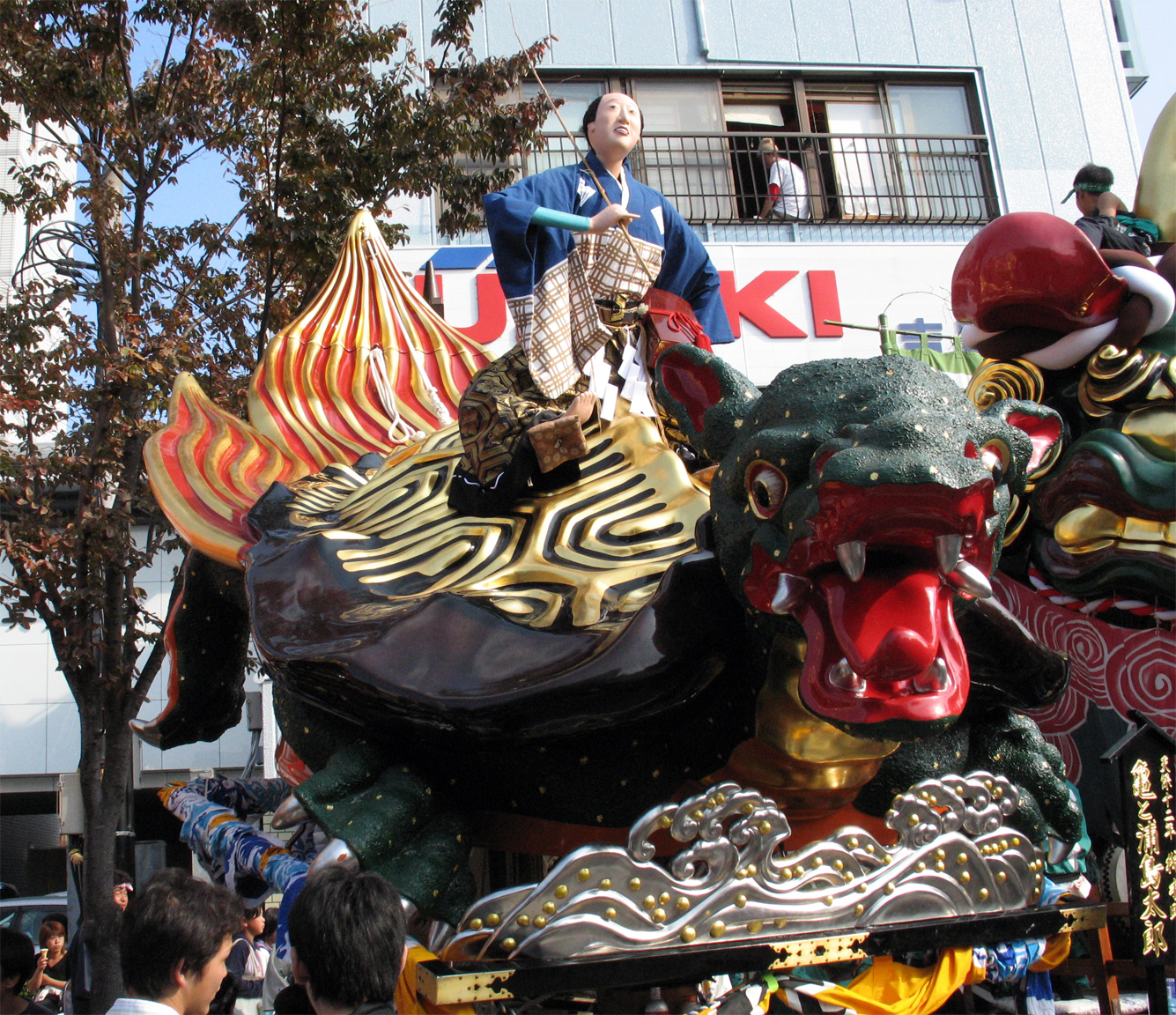
日本の祭の神輿に見られる蓑亀のイメージ。画像は亀に乗る浦島太郎。

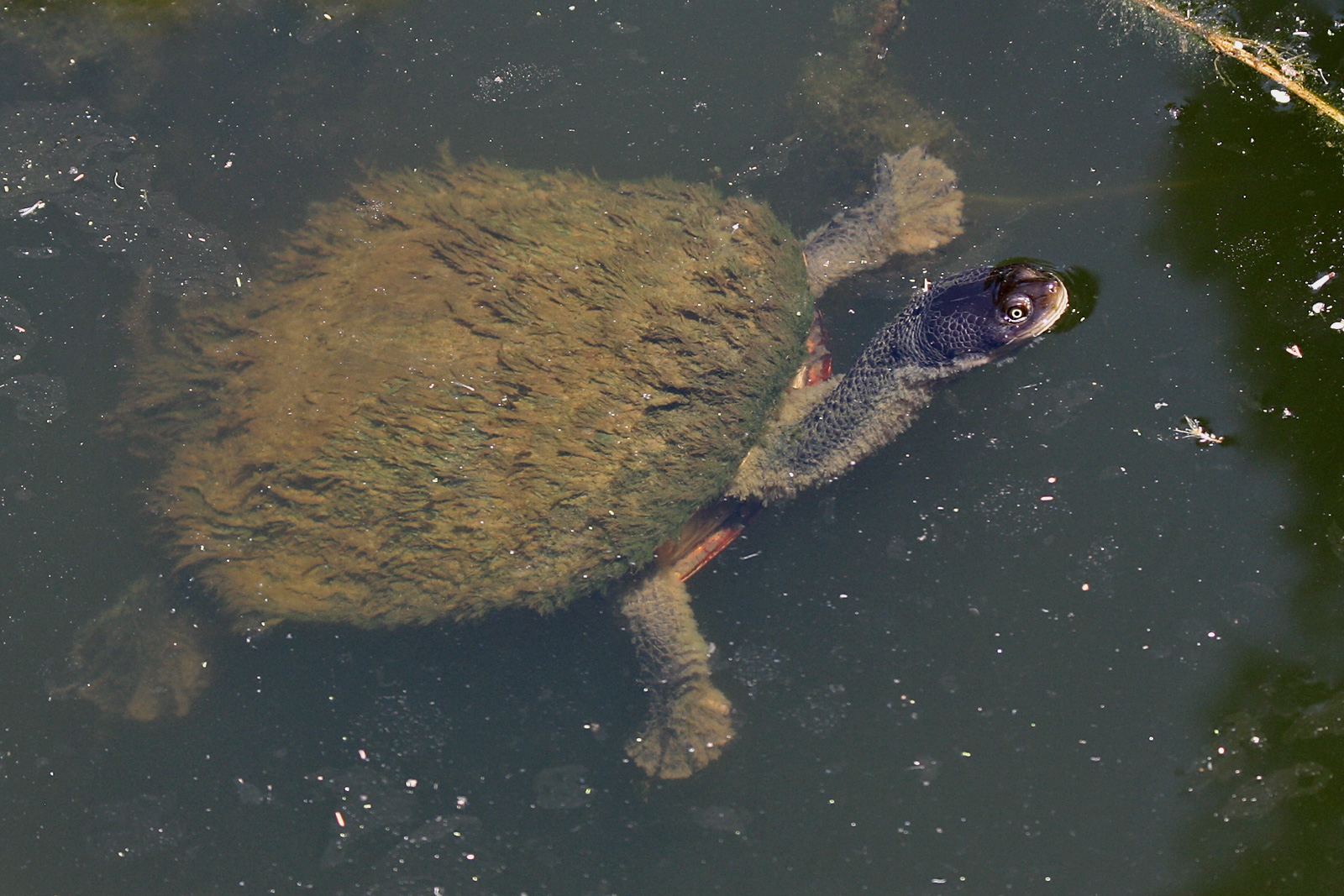
緑藻をまとったオーストラリアナガクビガメ（Chelodina longicollis）

背中に蓑を羽織ったように見える様子からその名で呼ばれるのであるが、このように甲羅に藻がたくさん生えたり藻が尻尾のようになった亀は特に珍重され、長寿を象徴する縁起のよいものとされる。日本では、「蓑亀」「緑毛亀」「緑藻亀」などと呼ばれる。尾のように緑藻が伸びたカメが描かれることがある。また、中国でも「緑毛亀」（繁体字: 綠毛龜、簡体字: 绿毛龟）と書かれ、カメに人工的に緑藻を着生させることも行われており、蓑亀の育成法を記述した書籍も一般向けに複数販売されている。
蓑亀が書物に上ったのは5世紀の中国、そして日本でも平安時代には中国から伝えられたようである。
カメに着生する緑藻類について最初に研究したのは、1907年のコリンズである。その後の研究によって、いくつかの種がカメに付着する緑藻類として認められ、それらは結局バシクラディア属（Basicladia）として分類された。
バシクラディア属は近年、分子系統学がもたらす知見により、マリモと近縁であることが突き止められた。たいていの藻類は暗闇の中に置けばそのうちに死んでしまうが、バシクラディアの仲間は長く生存可能である。そのため、甲羅の上にさまざまな種類の藻類が着生しても、カメが暗い所で冬眠したり、炎天下で甲羅干しをするなどするうちに、他の藻類は篩（ふるい）にかけられたように耐え切れず脱落し、最後にバシクラディア属だけが生き残るという状態になるようである。
なお、海棲のカメにはバシクラディア類は着生しない。ウミガメの甲羅にも藻類や海草が付着することがあるが、いわゆる簑亀と呼ばれるほど長い藻が付く例は知られていない。